# Benjamín Sánchez Gutiérrez
Benjamín Sánchez Gutiérrez fue un político peruano. 
En 1884 formó parte de la Asamblea Constituyente convocado por el presidente Miguel Iglesias luego de la firma del Tratado de Ancón que puso fin a la Guerra del Pacífico. Esta asamblea no sólo ratificó dicho tratado sino también ratificó como presidente provisional a Miguel Iglesias, lo que condujo a la Guerra civil peruana de 1884-1885. Sin embargo, Benjamín Sánchez fue uno de los seis diputados que se netó a ratificar el tratado de Ancón junto con el diputado por Junín Elías Malpartida,  su hermano Jesús Sánchez Gutiérrez que actuaba como diputado por Puno; el religioso Eusebio Gonzáles, diputado por Huánuco; Federico Moscoso, representante suplente por Camaná y el diputado por Puno Modesto Basadre.